# Argidia subrubra
Argidia subrubra är en fjärilsart som beskrevs av Felder 1874. Argidia subrubra ingår i släktet Argidia och familjen nattflyn. Inga underarter finns listade i Catalogue of Life.